# A vida não examinada não vale a pena ser vivida
A vida não examinada não vale a pena ser vivida pelo homem (em grego clássico: ὁ ... ἀνεξέταστος βίος οὐ βιωτὸς ἀνθρώπῳ) é uma premissa famosa, tradicionalmente creditada a Sócrates, no seu julgamento por impiedade e por corromper a juventude, motivos pelos quais seria condenado à morte, como assim foi descrito na Apologia de Platão.

## Contexto
Esta glosa está relacionada com a doutrina de Sócrates, a sua atitude perante a morte e a sua vontade em alcançar o seu objetivo de investigar e entender a glosa da Pítia. Sócrates considerou a resposta de Pítia à pergunta de Querefonte como procedente do deus Apolo. Para Sócrates, ser separado do método socrático (o que tornaria impossível investigar a glosa) constituira um destino pior ainda do que a morte. Dado que Sócrates era crente e considerava reais e cheias de sentido as suas experiências religiosas, tais como as vozes daemónicas; ele teria preferido continuar à procura da verdadeira resposta à sua pergunta numa vida além da morte, do que continuar a viver uma vida na Terra que não lhe permitisse identificar a resposta.

## Significado
Estas palavras teriam sido proferidas por Sócrates no seu julgamento depois de ter escolhido a morte, preferindo-a ao exílio. Esta atitude, na Idade contemporânea, é considerada como uma escolha nobre, isto é, a escolha da morte perante outra alternativa degradante ou contrária aos princípios do sujeito.